# Jökuls þáttr Bárðarsonar
Le Jökuls þáttr Bárðarsonar ou Dit de Jökull, fils de Bárðr est un très court þáttr figurant dans l’Óláfs saga helga (Saga de saint Óláf) de Snorri Sturluson. Il évoque la mort de Jökull, un Islandais au service du jarl de Lade Hákon Eiríksson. 
Au cours du conflit qui l'opposa au roi de Norvège Óláfr Haraldsson, Hákon s'empara des navires du roi, qui avaient été tirés à terre. Il fit procéder à un tirage au sort pour désigner les capitaines des bateaux, et c'est à Jökull, fils de Bárðr du Vatsdalr, qu'il échut de commander le Vison. Il composa une lausavísa à ce propos.
Bien plus tard, il fut fait prisonnier sur l'île de Gotland par les hommes du roi, qui ordonna sa décapitation. Mais lorsqu'il entendit le son de la hache, Jökull releva la tête, et le coup l'atteignit au crâne. Voyant que la blessure était fatale, le roi ordonna de le laisser ainsi. Avant de mourir, Jökull composa une strophe évoquant sa blessure.